# Benjamin Stein

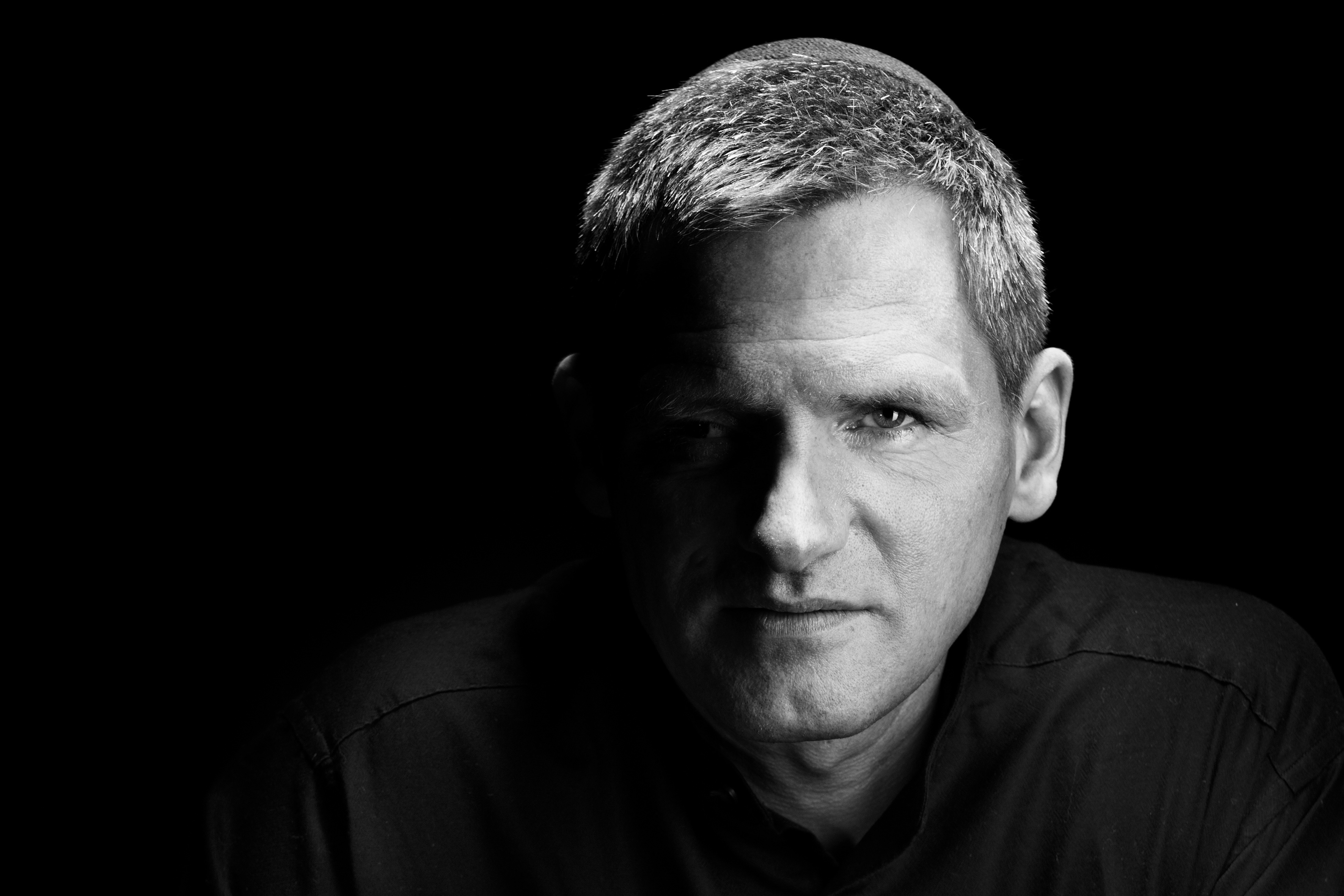
Benjamin Stein (2011)

Benjamin Stein (* 6. Juni 1970 als Matthias Albrecht in Ost-Berlin) ist ein deutscher Schriftsteller, Journalist und Publizist.

## Werdegang
Benjamin Stein wuchs im Ostteil Berlins auf. Schon 1989 erschien in der DDR-Literaturzeitschrift Temperamente das erste Kapitel seines Romans Der Libellenflügel. Bereits zu diesem Zeitpunkt veröffentlichte Stein unter Pseudonym, später führte er diesen Namen auch im „gesamten bürgerlichen Leben.“ Nach dem Abitur arbeitete er bis zur Wende 1989 als Nachtpförtner in einem Altenheim. Ab 1990 studierte er Judaistik (an der Freien Universität Berlin) und Hebraistik (an der Humboldt-Universität zu Berlin). 1993 nahm er am Wettbewerb um den Ingeborg-Bachmann-Preis teil.
Sein erster Roman Das Alphabet des Juda Liva erschien 1995. Es folgten journalistische Arbeiten als Redakteur und Korrespondent diverser deutscher und amerikanischer Computerzeitschriften. Seit 1998 arbeitet er freiberuflich als Berater im Bereich der Informationstechnologie. Er ist verheiratet und hat vier Kinder und lebt in München. Seine Lyrik und Prosa wurde mehrfach ausgezeichnet, u. a. 1996 mit dem Förderpreis des Kulturkreises beim Bundesverband der Deutschen Industrie. Stein war Mitherausgeber der von 2006 bis 2008 erschienenen Literaturzeitschrift spa_’tien und ist seit 2008 Inhaber des Autorenverlags Edition Neue Moderne. Er betreibt das literarische Weblog Turmsegler (benannt nach einem Gedicht von René Char). Sein 2010 erschienener Roman Die Leinwand wurde im selben Jahr mit dem Tukan-Preis ausgezeichnet. Ferner erhielt er hierfür 2010 den Bayerischen Kunstförderpreis. Im Januar 2012 erschien sein dritter Roman, Replay.

## Veröffentlichungen (Auswahl)
- Das Alphabet des Juda Liva (Roman), Ammann Verlag, Zürich 1995 (Taschenbuch München 1998)
- Literarische Weblogs (Anthologie), Hrsg./Autor, edition taberna kritika, Bern 2008
- Ein anderes Blau (Prosa für 7 Stimmen), Edition Neue Moderne, München 2008
- (als Herausgeber:) Charlotte Grasnick: So nackt an dich gewendet (Gesammelte Gedichte), Verbrecher Verlag, Berlin 2010
- Die Leinwand (Roman), C. H. Beck, München 2010  (Taschenbuch München 2012)
- Replay (Roman), C. H. Beck, München 2012
- Das Alphabet des Rabbi Löw (Roman, vollständig umgearbeitete Neufassung von Das Alphabet des Juda Liva), Verbrecher Verlag, Berlin 2014, ISBN 978-3-943167-79-5
- Ein anderes Blau (Prosa für 7 Stimmen), überarbeitete Ausgabe, Verbrecher Verlag, Berlin 2015, ISBN 978-3-957320827